# Fausto Brizzi
Fausto Brizzi (Rome, 15 november 1968) is een Italiaans filmregisseur, scriptschrijver en producent.

## Biografie
Fausto Brizzi haalde zijn regisseursdiploma in juli 1994 aan de "Centro Sperimentale di Cinematografia". Na enkele toneelstukken en korte films, besloot hij zich toe te gaan leggen op het schrijven van scripts voor televisieseries. Zo werkte hij mee aan reeksen als Il mio amico Babbo Natale met Lino Banfi en Gerry Scotti, Valeria medico legale met Claudia Koll, Non ho l'età, met Marco Columbro, Sei forte maestro, met Emilio Solfrizzi, Onora il padre met Leo Gullotta; Lui e lei met Vittoria Belvedere, Benedetti dal Signore, met Ezio Greggio en Enzo Iacchetti, en Due imbroglioni e mezzo met Claudio Bisio en Sabrina Ferilli.
Brizzi’s regiedebuut was Notte prima degli esami (de nacht voor de examens), die werd vertoond op 50 nationale en internationale filmfestivals. De film leverde hem meerdere prijzen op, waaronder de Premi David di Donatello, de Ciak d'oro, de Telegatto, de Sky Award en de publieksprijs op het Festival van Annecy. De film bracht meer dan 15 miljoen euro op.
In januari 2008 won Brizzi zijn tweede Telegatto. Datzelfde jaar kwam de remake " Notte prima degli esami " uit, met Michel Blanc in de rol van Professor Martineau. In december 2008 won Brizzi de "Golden Ticket" voor het scenario van Natale in crociera.
In 2008 schreef Brizzi het script voor de film Amici miei 400, onder regie vanNeri Parenti. Zijn derde project als regisseur was de komedie "Ex".
In 2013 debuteerde hij als romanschrijver met "Cento giorni di felicità", in 2015 in het Nederlands vertaald als "100 gelukkige dagen". De roman vertelt het verhaal van Lucio die net nadat hij na een verhouding door zijn vrouw aan de deur is gezet, te horen krijgt dat hij terminaal ziek is. Hij wil van zijn "laatste honderd dagen" gebruikmaken om het goed te maken met zijn echtgenote, maar ook om van de echt waardevolle dingen in het leven te genieten.

## Filmografie

### Als regisseur
- Notte prima degli esami (2006)
- Notte prima degli esami - Oggi (2007)
- Ex (2009)
- Maschi contro femmine (2010)
- Femmine contro maschi (2011)

#### Als scriptschrijver
- Lui e lei (1998)
- Tutti gli uomini sono uguali (1998)
- Lezione di guai (1999)
- Baldini e Simoni (1999)
- Tifosi (1999)
- Sei forte, Maestro (2000)
- Valeria medico legale (2000)
- Bodyguards - Guardie del corpo (2000)
- Non ho l'età (2001)
- Merry Christmas (2001)
- Onora il padre (2001)
- Benedetti dal Signore (2002)
- Non ho l'età 2 (2002)
- Natale sul Nilo (2002)
- Natale in India (2003)
- O la va, o la spacca (2004)
- Christmas in Love (2004)
- The Clan (2005)
- Natale a Miami (2005)
- Il mio amico Babbo Natale (2005)
- Natale a New York (2006)
- Notte prima degli esami (2006)
- Il mio amico Babbo Natale 2 (2006)
- Notte prima degli esami - Oggi (2007)
- Due imbroglioni e... mezzo! (2007)
- Cemento Armato (2007)
- Natale in crociera (2007)
- Questa notte è ancora nostra (2008)
- Ex (2009)
- La valle delle ombre (2009)
- Oggi sposi (2009)
- Agata e Ulisse (2010)
- Maschi contro femmine (2010)

#### Videoclip
- Vuoto a perdere van Noemi